# Domesday Book

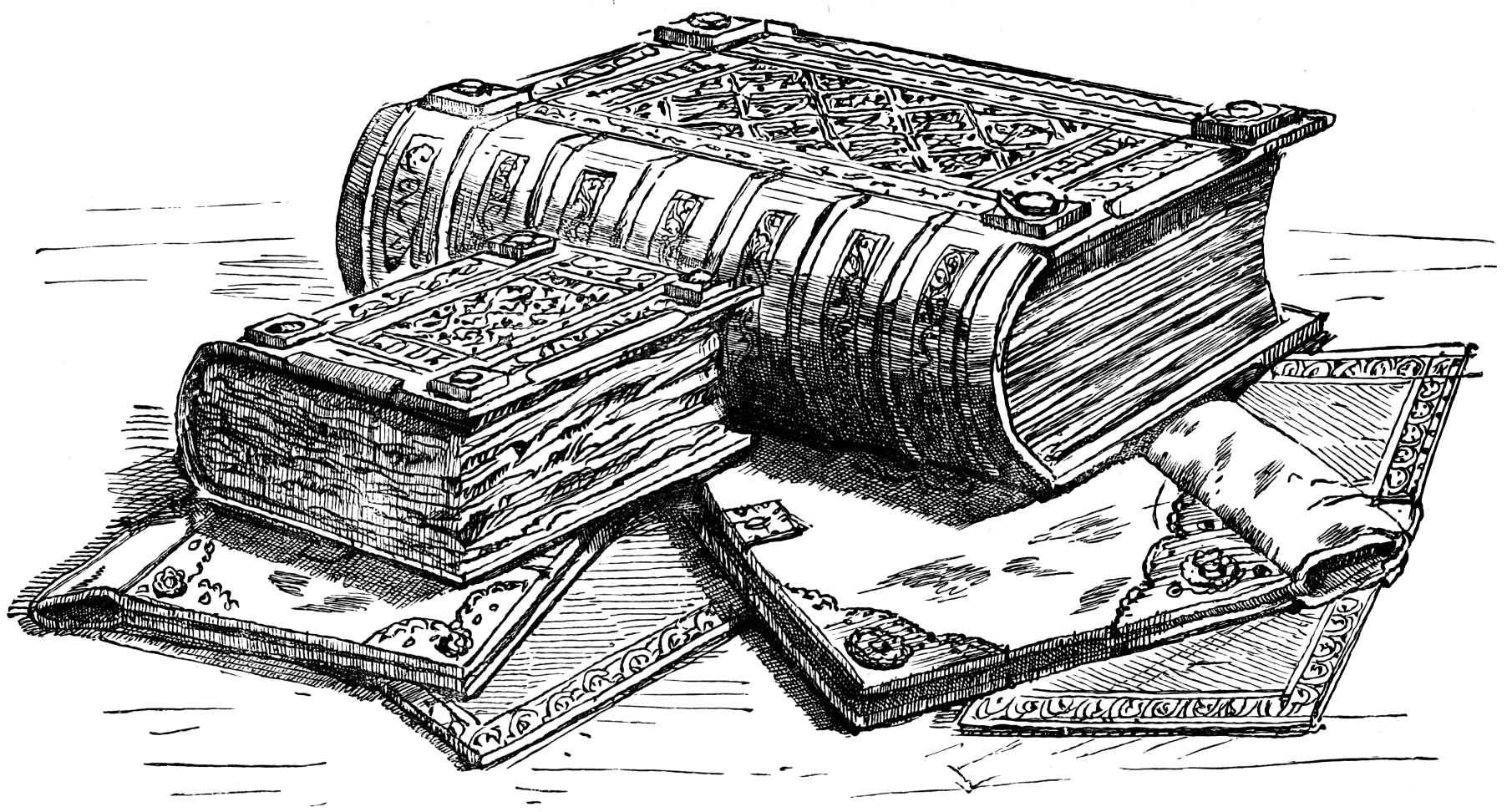

Domesday Book este un registru al anchetei privind terenurile și animalele din cea mai mare parte a Angliei și o parte din Țara Galilor, care a fost finalizat în anul 1086. Domesday Book sau „Cartea judecății din urmă” este un „geld book”, adică o colecție de date alcătuită din rapoartele comisarilor speciali pentru a întocmi o situație exactă a tuturor pământurilor regatului și care avea drept scop colectarea în condiții bune a „danegeld”-ului („banii danezilor”), a impozitului pe pământ stabilit în timpul regelui Ethelred. A fost realizat la comanda regelui William I al Angliei căruia i-a venit ideea în timp ce petrecea Crăciunul anului 1085 în Gloucester. Geld book-ul, „Cartea”, îi prezintă regelui un raport exact în legătură cu puterea și resursele feudalilor săi și ale vasalilor lor, din fiecare comitat. Domesday Book recunoaște organizarea pe „shires” sau comitate însă, în interiorul fiecărui comitat, unitatea de bază o reprezintă posesiunea feudală a arendașului principal, oricât de împrăștiate ar fi pământurile sale prin „hundreds”, sutele, comitatului. „Suta” (hundred), numită în Danelaw (ținutul „legii daneze”, pe care regii anglo-saxoni l-au cedat danezilor) „wapontake”, era o împărțire teritorială a comitatului („shire”). Celula vieții anglo-saxone, satul, este o comunitate rurală de zece până la treizeci de familii. Satul privit ca o aglomerare rurală, ci ca un manor (denumirea domeniului feudal în Anglia) aparținând unui lord, fie că este arendaș principal sau vasal nemijlocit al regelui. El este administrat, din punct de vedere economic, de o mică adunare, denumită „moot”, care se întrunește sub un copac sau pe o colină, unde se decide repartizarea câmpurilor, numărul vitelor pe care este îndreptățit să-l trimită fiecare la pășunile comune, retribuția acordată păstorilor și ciobanilor comunității. Astfel, forma finală a raportului stabilea maxima feudală „Nulle terre sans seigneur” (Nici o bucată de pământ fără senior).
În prezent se află la Arhivele Naționale, Kew, Richmond upon Thames în sud-vestul Londrei.